# Extensible Metadata Platform
Extensible Metadata Platform (XMP) is een ISO-standaard ontwikkeld door Adobe. Met XMP kan metadata (gegevens over foto's) aan of bij digitale bestanden worden toegevoegd. Denk hierbij aan cameramerk en -type, sluitertijd, diafragma, flitswaarde e.d. die door de camera zelf aan de afbeelding zijn toegevoegd. Echter horen ook (meta)data als onderwerp, maker, plaats, trefwoorden e.d. die door de maker later worden toegevoegd hieronder.
Deze informatie kan in de afbeelding zijn opgenomen of ernaast in een zogenaamd sidecar-bestand. Zogenaamde digital-asset-managementapplicaties (DAM) worden gebruikt om metadata als XMP toe te voegen en/of te muteren. Deze programma's kunnen dat op vier manieren doen:
- metadata worden toegevoegd aan de daadwerkelijke afbeelding
- metadata worden toegevoegd aan een extra bestand naast de afbeelding
- metadata worden in de database van het DAM-systeem ondergebracht
- metadata worden in combinatie van hierboven genoemde manieren toegevoegd of kunnen worden gesynchroniseerd

Andere vormen van metadata die gebruikt worden in combinatie met digitale foto's zijn onder meer EXIF en IPTC.